# グンナー・ヨハンセン
グンナー・ヨハンセン（Gunnar Johansen, 1906年1月21日 - 1991年5月25日）は、アメリカ合衆国のピアニスト兼作曲家。

## 略歴
1906年1月21日にデンマークのコペンハーゲンで音楽家の家系に生まれ、幼少時より父親から手ほどきを受けた。
1918年にコペンハーゲンでデビューを飾った後、ベルリンに留学し、フェルッチョ・ブゾーニのサークルに参加した。そこではブゾーニ門下のエゴン・ペトリから指導を受けた。その後、フレデリック・ラモンドやエトヴィン・フィッシャーの薫陶を受けた。1922年にはベルリン高等音楽院に入学し、ペトリの元で研鑽を重ね、1924年に卒業している。
卒業と同時にヨーロッパ中を演奏して周ったが、1929年には渡米し、カリフォルニアでのNBCのためのコンサートを皮切りに、旺盛な演奏活動を展開した。また、ウィスコンシン大学マディソン校の専属アーティストとなり、ヨハン・ゼバスティアン・バッハ、ヴォルフガング・アマデウス・モーツァルト、ルートヴィヒ・ヴァン・ベートーヴェン、ヨハネス・ブラームス、フランツ・リスト、フレデリック・ショパン、アルノルト・シェーンベルクらの作品を積極的に紹介し、特にドイツ音楽の権威としての名声を確立した。
1966年には、60歳でブゾーニのピアノ協奏曲を演奏した。
晩年に至るまで旺盛な音楽活動を展開していた。1991年5月25日にウィスコンシン州ブルーマウンズにて死去。